# 保·列巴斯

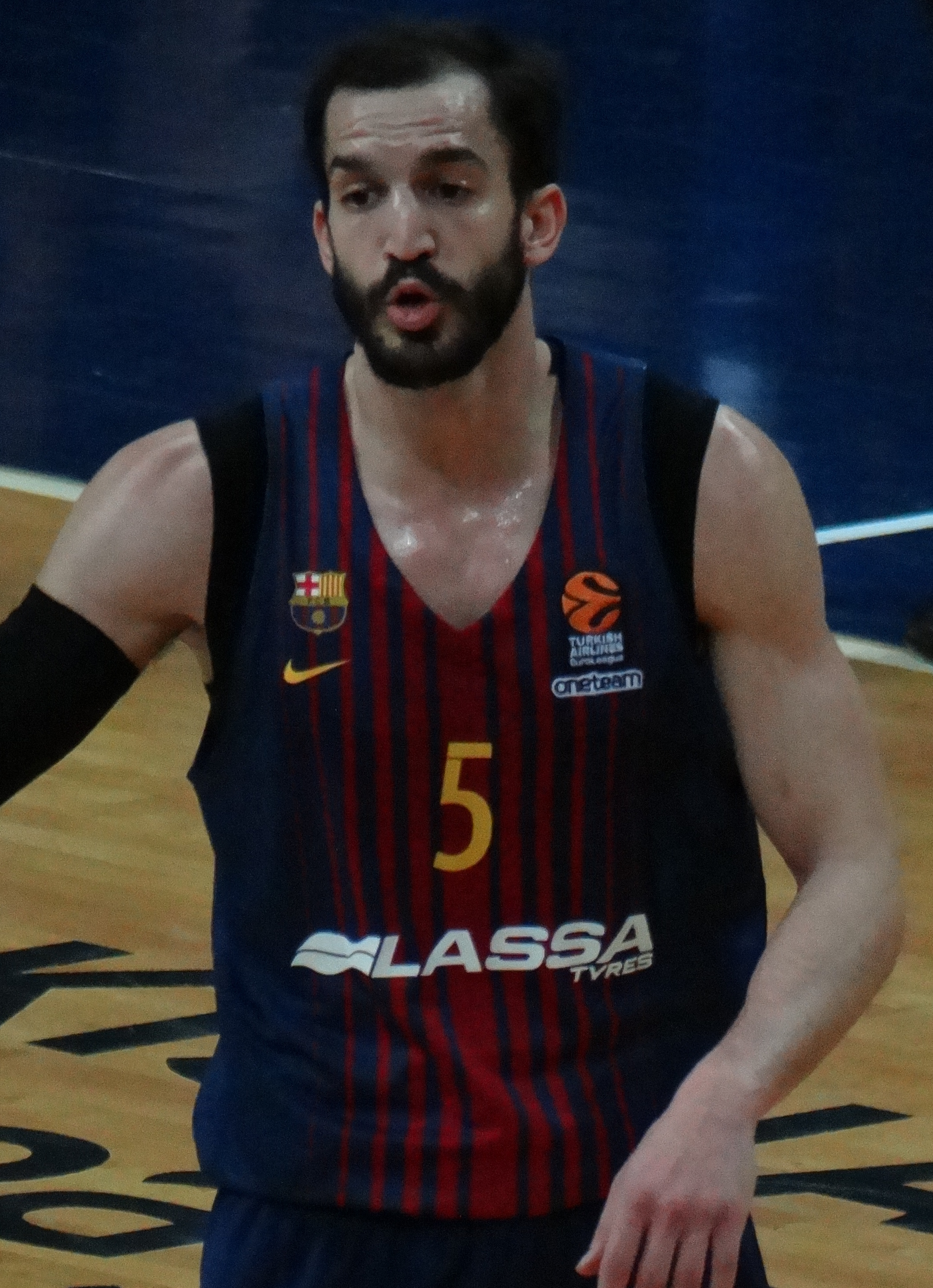

保·列巴斯（西班牙語：Pau Ribas，1987年3月2日—），西班牙籃球運動員。他現在效力於西班牙籃球聯賽球隊巴塞羅那。他也代表西班牙國家籃球隊參賽。